# Gahard
Gahard ist eine Gemeinde in der Bretagne in Frankreich. Sie gehört zum Kanton Antrain im Arrondissement Rennes. Nachbargemeinden sind Sens-de-Bretagne und Vieux-Vy-sur-Couesnon im Norden, Mézières-sur-Couesnon im Osten, Saint-Aubin-du-Cormier im Südosten, Ercé-près-Liffré im Süden, Saint-Aubin-d’Aubigné im Westen und Andouillé-Neuville im Nordwesten.

## Bevölkerungsentwicklung
| Jahr      | 1962 | 1968 | 1975 | 1982 | 1990 | 1999 | 2008 | 2013 |
| --------- | ---- | ---- | ---- | ---- | ---- | ---- | ---- | ---- |
| Einwohner | 993  | 865  | 792  | 813  | 890  | 920  | 1171 | 1374 |

## Sehenswürdigkeiten
- Kirche Saint-Exupère, Monument historique

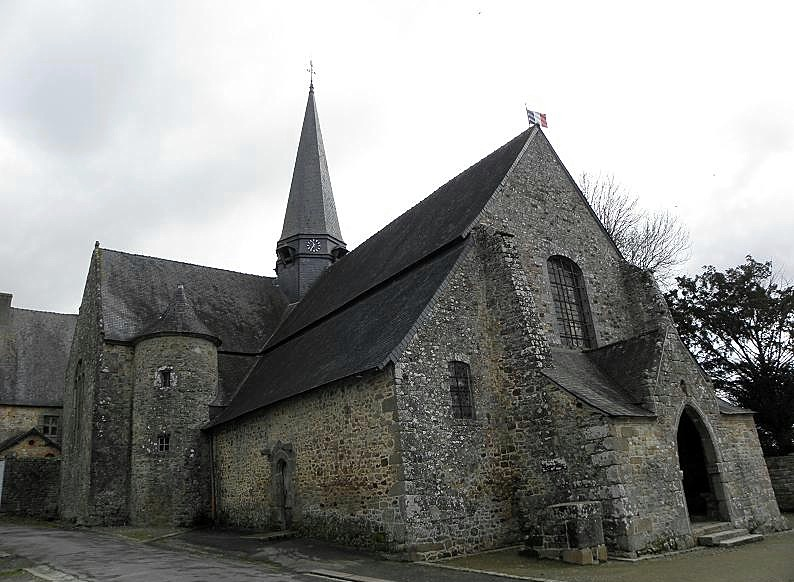
Kirche Saint-Exupère

- Calvaire aus dem 15. Jahrhundert